# Lenzen (Elbe)
Lenzen (Elbe) è una città di 2 066 abitanti del Brandeburgo, in Germania.

Appartiene al circondario del Prignitz ed è capoluogo dell'Amt Lenzen-Elbtalaue. Il territorio comunale è bagnato dalla Löcknitz.

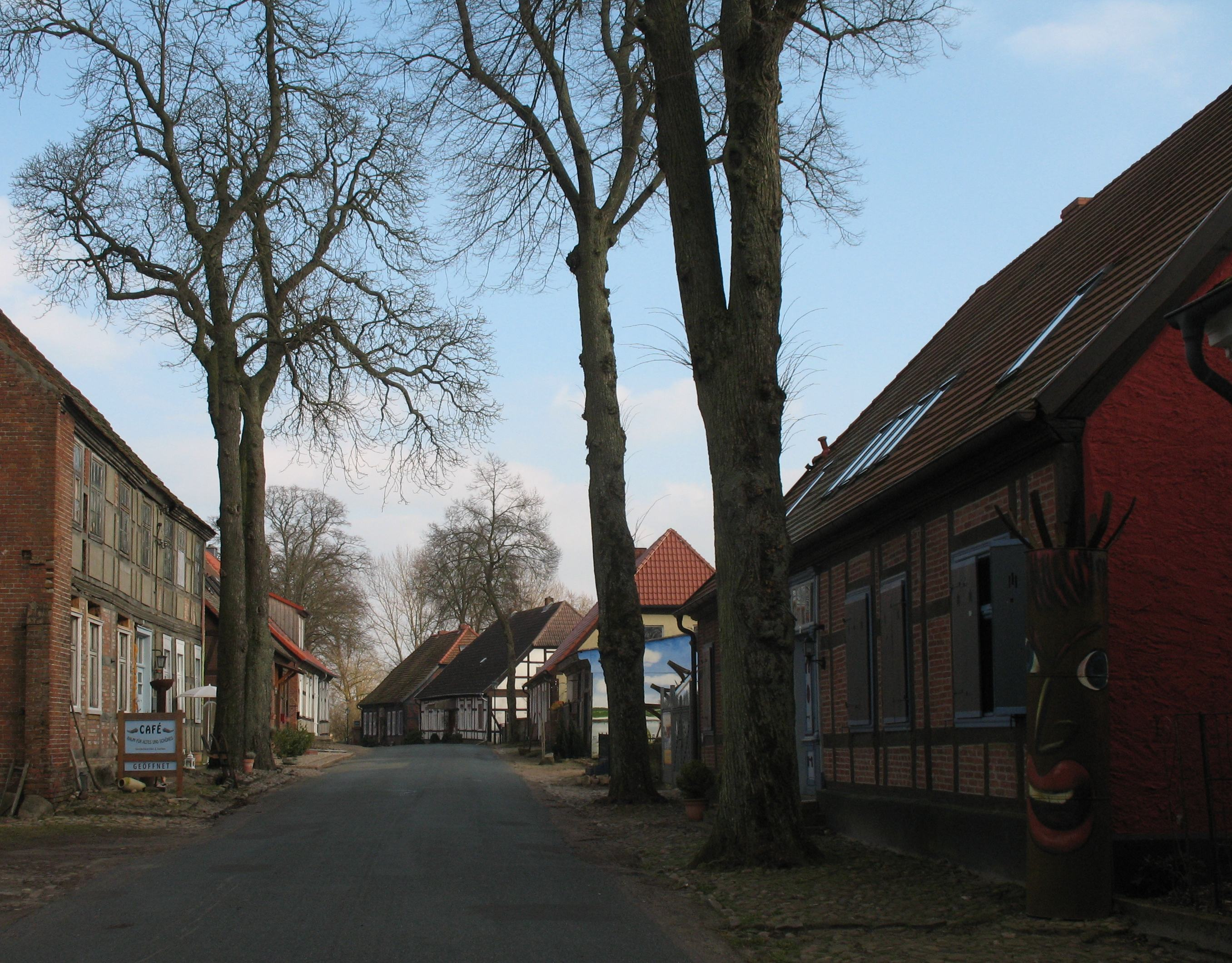
Breetz

## Storia
Nel 2003 venne aggregato alla città di Lenzen (Elbe) il soppresso comune di Mellen.